# Andréa Dessen
Pour les articles homonymes, voir Dessen.
Andréa Dessen est une biologiste d'origine brésilienne. Elle dirige ses recherches à l'Institut de biologie structurale à Grenoble. Elle s'intéresse notamment à la résistance aux antibiotiques. En 2021, elle reçoit la médaille d'argent du CNRS.

## Biographie
Andréa Dessen fait ses études secondaires à l'école américaine de Rio de Janeiro (en). Elle poursuit ensuite des études de chimie à l'Université fédérale de Rio de Janeiro. Elle y obtient une licence en génie chimique. Elle entre à l'Université de New York en 1987 et obtient son master en 1989. En 1993, elle y soutient sa thèse de doctorat. 
Elle effectue ensuite ses recherches postdoctorales à l'Albert Einstein College of Medicine et à la Harvard Medical School où elle travaille avec Don Craig Wiley. De 1997 à 1999, elle travaille sur la cristallographie aux rayons X chez Pfizer. 
Elle arrive en France en 1999 et travaille comme scientifique invitée au Laboratoire européen de biologie moléculaire à Grenoble. Elle devient chargée de recherches au CNRS en 2001. En 2005, elle obtient son habilitation universitaire avec un travail de recherches sur la paroi bactérienne. Elle est responsable du groupe pathogénie bactérienne à l'Institut de biologie structurale de Grenoble depuis 2005. Elle a gardé des liens avec le Brésil et dirige également des recherches au sein du laboratoire national brésilien de biosciences depuis 2012 dans le cadre d'un laboratoire international associé franco-brésilien. 
Ses recherches portent sur les bactéries pathogènes et notamment sur la formation de la paroi bactérienne, ainsi que sur le système de sécrétion de type IV. L'application de ses recherches concernent entre autres la résistance aux antibiotiques.

## Distinctions et récompenses
- 2015 : Prix Charles-Louis de Saulses de Freycinet de l'académie des sciences[4]
- 2021 : Médaille d'argent du CNRS[5].